# Entrada el Zapote
Entrada el Zapote är en ort i Mexiko.   Den ligger i kommunen El Barrio de la Soledad och delstaten Oaxaca, i den sydöstra delen av landet, 500 km sydost om huvudstaden Mexico City. Entrada el Zapote ligger 238 meter över havet och antalet invånare är 103.
Terrängen runt Entrada el Zapote är kuperad åt sydväst, men åt nordost är den platt. Runt Entrada el Zapote är det ganska tätbefolkat, med 86 invånare per kvadratkilometer. Närmaste större samhälle är Matías Romero, 7,4 km norr om Entrada el Zapote. Omgivningarna runt Entrada el Zapote är en mosaik av jordbruksmark och naturlig växtlighet.